# Orquestra Sinfônica HR
A Orquestra Sinfónica (português europeu) ou Sinfônica (português brasileiro) HR (em alemão:  hr-Sinfonieorchester) é uma orquestra de rádio de esse, Alemanha. O repertório da orquestra inclui estilos clássicos-românticos. Hans Rosbaud foi o primeiro maestro da orquestra. Após a Segunda Guerra Mundial, Kurt Schröder e Winfried Zillig reconstruíram a orquestra como o repertório musical. Dean Dixon e Eliahu Inbal fez a orquestra ser aclamada internacionalmente por três décadas, entre 1961 e 1990. De 1990 até 1996, Dmitri Kitajenko foi o maestro chefe da orquestra, focando em tradições alemãs e russas. De 1997 até 2007 o maestro estadunidense Hugh Wolff foi o maestro da orquestra. Trazendo variedade e flexibilidade para a orquestra.

## Principais Maestros
- 1929-1937 Hans Rosbaud
- 1937-1945 Otto Frickhoeffer
- 1946-1953 Kurt Schröder
- 1955-1961 Otto Matzerath
- 1961-1974 Dean Dixon
- 1974-1990 Eliahu Inbal
- 1990-1997 Dmitri Kitajenko
- 1997-2006 Hugh Wolff
- 2006-2013 Paavo Järvi
- 2013-atual Andrés Orozco-Estrada